# Bogmilovići
Bogmilovići (en serbe cyrillique: Богмиловићи) est un village de l'ouest du Monténégro, dans la municipalité de Nikšić. Lors du recensement de 2003, il ne comptait plus aucun habitant.

## Démographie

### Évolution historique de la population
| 1948 | 1953 | 1961 | 1971 | 1981 | 1991 | 2003 |
| ---- | ---- | ---- | ---- | ---- | ---- | ---- |
| 142  | 135  | 119  | 87   | 38   | 5    | 0    |